# Sebastian Steiger
Sebastian Steiger (* 14. Oktober 1918 in Oltingen; † Juli 2012 in Basel) war ein Schweizer Lehrer und Flüchtlingshelfer.

## Leben
Sebastian Steiger wuchs mit vier Geschwistern als Sohn des reformierten Pfarrers Walter Steiger in Oltingen auf, wo er die Primarschule besuchte. Nach dem Besuch der Sekundarschule in Binningen, absolvierte er das vierjährige Lehrerseminar in Schiers, das er mit dem Lehrerpatent abschloss. In den Jahren 1940 bis 1943 unterrichtete er als Stellvertreter und studierte ein Semester am Heilpädagogischen Seminar in Zürich.
In den Jahren 1943 bis 1945 unterrichtete er im Auftrag der Kinderhilfe des Schweizerischen Roten Kreuzes in der Kolonie Château de la Hille im besetzten Südfrankreich vorwiegend jüdische Flüchtlingskinder. 
Nach seiner Rückkehr in die Schweiz schloss er seine Studien mit dem Diplom des Heilpädagogischen Seminars in Zürich ab und wurde Primarschullehrer in Arlesheim. 1947 wurde er an die Mädchenprimarschule nach Basel berufen. Im Jahr 1982 wurde er pensioniert und schrieb ein Buch über seine Erlebnisse im Schloss La Hille.
Von 1958 bis 1990 führte er alljährlich im Mai den Tag des jüdischen Kindes durch, einen Gedenktag für die anderthalb Millionen Kinder, die während der Nazi-Zeit umgebracht worden waren. Er war im Vorstand der Christlich-Jüdischen Arbeitsgemeinschaft und der Gesellschaft Schweiz-Israel sowie im Komitee der Freunde des Schweizer Kinderdorfes Kiriat Yearim in Jerusalem. Im Jahr 1985 nahm er im Kibbuz Lehavot HaBashan in Israel an der Zusammenkunft aller ehemaligen Kinder von Schloss La Hille, die irgendwie noch erreichbar waren, teil.
Er heiratete im Jahr 1956 und war Vater von drei Kindern.

## Ehrungen
- 1993: Gerechter unter den Völkern, Yad Vashem[1]

## Veröffentlichungen
- Die Kinder von Schloss La Hille. Brunnen-Verlag, Basel 1992, ISBN 978-3-7655-1540-8.

## Dokumentation
- Anne-Marie Im Hof-Piguet: Juste parmis les nations. Schweiz 2009, 50 Min[2].
- La filière. Schweiz 1987, 37 Min., Regie Jacqueline Veuve.